# روجر ويليامسون
روجر ويليامسون (بالإنجليزية: Roger Williamson) هو متسابق دراجات نارية بريطاني، ولد في 2 فبراير 1948 في Ashby-de-la-Zouch ‏ في المملكة المتحدة، وتوفي في 29 يوليو 1973 في زانتفورت في هولندا بسبب اختناق.

## وصلات خارجية
- روجر ويليامسون على موقع الموسوعة البريطانية (الإنجليزية)